# Denierella
Denierella là một chi bọ cánh cứng trong họ Meloidae.
Chi này được miêu tả khoa học năm 1952 bởi Kaszab.

## Các loài
Các loài trong chi này gồm:
- Denierella birmanica Kaszab, 1952
- Denierella brunneo-opaca Kaszab, 1952
- Denierella freyi Kaszab, 1952
- Denierella incompleta (Fairmaire, 1896)
- Denierella kaszabi Saha, 1979
- Denierella mimos Kaszab, 1957
- Denierella minutiserra Tan, 1988
- Denierella serrata Kaszab, 1952
- Denierella stockleini Kaszab, 1952
- Denierella striolata Yang & Ren, 2007
- Denierella venerabilis Kaszab, 1957